# Polyporales
Polyporales es un orden de hongos de la clase Agaricomycetes con aproximadamente 1.800 especies. Fue descrito por el botánico Ernst Albert Gäumann en 1926. El orden incluye algunos hongos poliporos, así como muchos hongos corticioides y algunos agáricos (principalmente en el género Lentinus). 
Muchas especies del orden son saprotrófas, la mayoría de ellas pudren la madera. Algunos géneros, como Ganoderma y Fomes, contienen especies que atacan los tejidos vivos de los árboles y luego continúan degradando la madera de sus huéspedes muertos. Entre los de importancia económica se incluyen varios patógenos importantes de árboles y algunas especies que causan daños al pudrir la madera estructural. Algunos Polyporales se cultivan comercialmente y se comercializan para su uso como alimentos o en la medicina tradicional china.

## Ecología
El orden tiene una distribución cosmopolita y contiene alrededor de 1800 especies de hongos en todo el mundo, aproximadamente el 1,5% de todas las especies de hongos conocidas. Todas las especies de Polyporales son saprótrofas, la mayoría de ellas pudren la madera. Por lo tanto, sus cuerpos fructíferos se encuentran típicamente en árboles vivos o moribundos o en madera muerta adherida o caída. Las especies de Polyporales que fructifican en el suelo son especies de pudrición de la raíz, como Laetiporus cincinnatus y Grifola frondosa, o fructifican a partir de trozos enterrados de sustrato, como Polyporus radicatus y Polyporus melanopus.
Las especies de Polyporales que producen podredumbre blanca degradan eficazmente la lignina, un polímero resistente a la descomposición, y dejan como residuo celulosa parcialmente degradada. Las especies de Polyporales que producen podredumbre parda descomponen las fibras de celulosa, dejando un residuo de lignina marrón quebradizo. Los residuos de podredumbre parda, como el humus, pueden permanecer en el suelo durante cientos de años, lo que aumenta la aireación y la capacidad de retención de agua.
Las enzimas peroxidasa que degradan la lignina, como la lignina peroxidasa, la peroxidasa de manganeso o la peroxidasa versátil, están presentes en todos los miembros del orden Polyporales que degradan la podredumbre blanca, pero están ausentes en las especies que degradan la podredumbre parda. Las enzimas oxidasas, incluidos los miembros de la familia de la oxidorreductasa de glucosa-metanol-colina, desempeñan un papel clave en la descomposición de los polímeros vegetales porque generan peróxido de hidrógeno, que actúa como el oxidante final tanto en la descomposición de la podredumbre blanca como en la podredumbre parda.
Dos especies de Polyporales, Daedalea quercina y Fomitopsis pinicola, utilizan toxinas paralizantes para destruir y colonizar a los nematodos que se alimentan de sus cuerpos fructíferos.

## Taxonomía
Se han descrito las siguientes familias:
- Phanerochaetaceae Jülich (1981)
- Irpicaceae Spirin & Zmitr. (2003)
- Meruliaceae Rea (1922)
- Ganodermataceae Donk (1948)
- Fomitopsidaceae Jülich (1981)
- Steccherinaceae Parmasto (1968)
- Gelatoporiaceae Miettinen (2017)
- Cystostereaceae Jülich (1982)
- Xenasmataceae Oberw (1966)
- Meripilaceae Jülich (1981)
- Fragiliporiaceae Dai (2014)
- Polyporaceae Corda (1939)
- Sparassidaceae Jülich (1981)
- Panaceae Miettinen (2017)
- Cerrenaceae Miettinen (2017)
- Podoscyphaceae D.A.Reid (1965)
- Hyphodermataceae Jülich (1981)
- Laetiporaceae Jülich (1981)
- Dacryobolaceae Jülich (1981)
- Grifolaceae Jülich (1981)
- Incrustoporiaceae Jülich (1981)
- Ischnodermataceae Jülich (1981)